# Wilberth Uicab
Wilberth Uicab (Espita, Yucatán, 7 de diciembre de 1983), más conocido como Wilberth «Hucarán» Uicab o simplemente como «El Huracán Uicab», es un boxeador mexicano que actualmente ostenta el título de Continental Americas Flyweight del Consejo Mundial de Boxeo.

## Títulos
- WBC Continental Americas Flyweight Title (2012 - presente)
- WBC Silver Flyweight Title (2010 - 2012)
- Mexico Flyweight Title (2009 - 2010)
- NABF Flyweight Title (2009 - 2010)
- WBC Mundo Hispano Flyweight Title (2006)